# La mia musica (Raffaella Carrà)
La mia musica ventunesima raccolta italiana di Raffaella Carrà, pubblicata nel 2009 dall'etichetta discografica locale "La Mia Musica" della major Sony Music.

## Il disco
Compilation di grandi successi del repertorio con RCA e CBS dell'artista, per la serie economica I successi storici originali, non contiene inediti, non è mai stata promossa dalla cantante e non è disponibile per il download o lo streaming digitale.

## Tracce
1. Ma che musica maestro – 3:16 (testo: Sergio Paolini, Stelio Silvestri – musica: Franco Pisano)
2. Chissà chi sei (Sookie Sookie) – 2:24 (testo: Climax,[2] Gianni Boncompagni – musica: Don Covay, Steve Cropper)
3. Tuca tuca – 2:38 (testo: Gianni Boncompagni – musica: Franco Pisano)
4. Accidenti a quella sera – 3:58 (Gianni Boncompagni)
5. T'ammazzerei – 3:00 (testo: Antonio Amurri – musica: Gianni Boncompagni)
6. Reggae Rrrrr! – 2:35 (testo: Gianni Boncompagni – musica: Franco Pisano)
7. Ma che sera – 3:30 (Gianni Boncompagni)
8. Maga Maghella – 2:45 (testo: Castellano e Pipolo[3] – musica: Franco Pisano)
9. Forte Forte Forte – 3:22 (testo: Cristiano Malgioglio – musica: Franco Bracardi)
10. Tanti auguri – 3:50 (testo: Gianni Boncompagni, Daniele Pace – musica: Gianni Boncompagni, Paolo Ormi)
11. Perdono, non lo faccio più – 1:56 (testo: Gianni Boncompagni – musica: Franco Pisano)
12. Pensami (Who Are We) – 3:13 (testo: Climax, Gianni Boncompagni – musica: James Last)